# Изабела Люксембургска
Изабела Люксембургска (на френски: Isabelle de Luxembourg, * 1247, † септември 1298) от династията Лимбург-Люксембурги, е чрез женитба графиня на Фландрия (1264 – 1298) и Намюр (1265 – 1298).

## Биография
Тя е дъщеря на граф Хайнрих V от Люксембург († 1281) и Маргарета от Бар († 1275), дъщеря на Хайнрих II, граф на Бар. Нейният по-голям брат Хайнрих VI е баща на Хайнрих VII, от 1311 г. император на Свещената Римска империя.
През 1264 г. Изабела се омъжва за Ги I (Фландрия) (1226 – 1305) от род Дом Дампиер, граф на Фландрия и Намюр. Той е вторият син на Гильом II дьо Дампиер († 1231) и на графиня Маргарета II от Фландрия († 1280), дъщеря на император Балдуин I. Тя е втората му съпруга. През 1270 г. участва в Седмия кръстоносен поход.

## Деца
Изабела и Ги имат 8 деца:
- Маргарета († 1331), 1. ∞ за принц Александър Шотландски († 1283); 2. ∞ за граф Райналд I от Гелдерн († 1326)
- Жанна († 1296), монахиня във Флине
- Беатриса († sl. 1307), ∞ за Юг II дьо Шатийон († 1307), граф на Блоа
- Жан I († 1330), граф на Намюр
- Гуидо († 1311 в Павия), граф на Зеландия
- Хайнрих († 1337), граф на Лоди, ∞ Маргарета от Клеве, дъщеря на Дитрих VIII граф на Клеве
- Изабела († 1323), ∞ за Жан I от Фиенес
- Филипина († 1304), 1296 сгодена с принца на Уелс, по-късният крал Едуард II от Англия